# William Goldman
William Goldman (n. 12 august 1931, Highland Park⁠(d), Illinois, SUA – d. 16 noiembrie 2018, New York City, New York, SUA) este un romancier american, scenarist și dramaturg.  A câștigat două premii Oscar pentru scenariile sale, primul pentru filmul western Butch Cassidy și Sundance Kid (1969) și al doilea pentru Toți oamenii președintelui (1976), în care rolurile principale au fost interpretate de actorul Robert Redford.
Printre alte creații notabile ale sale se numără romanul thriller Marathon Man și romanul fantastic de comedie The Princess Bride, ambele adaptate de Goldman în filme, Maratonistul (1976) și respectiv File de poveste (1987).